# Syrrhopodon crassus
Syrrhopodon crassus là một loài rêu trong họ Calymperaceae. Loài này được Broth. mô tả khoa học đầu tiên năm 1898.